# Eparchia Lugoju
Eparchia Lugoju – eparchia Rumuńskiego Kościoła Greckokatolickiego. Powstała w 1853. Obecnym (2023) ordynariuszem jest biskup Călin Ioan Bot.

## Biskupi diecezjalni
- Alexandru Dobra (1854–1870)
- Ion Olteanu (1870–1873)
- Victor Mihaly de Apșa (1874–1895)
- Demetriu Radu (1896–1903)
- Vasile Hossu (1903–1911)
- Valeriu Traian Frențiu (1912–1922)
- Alexandru Nicolescu (1922–1936)
- Ioan Bălan (1936–1959)
- Sede vacante (1959–1990)
- Ioan Ploscaru (1990–1995)
- Alexandru Mesian (1995–2023)
- Călin Ioan Bot (od 2023)